# Carlos Westendorp

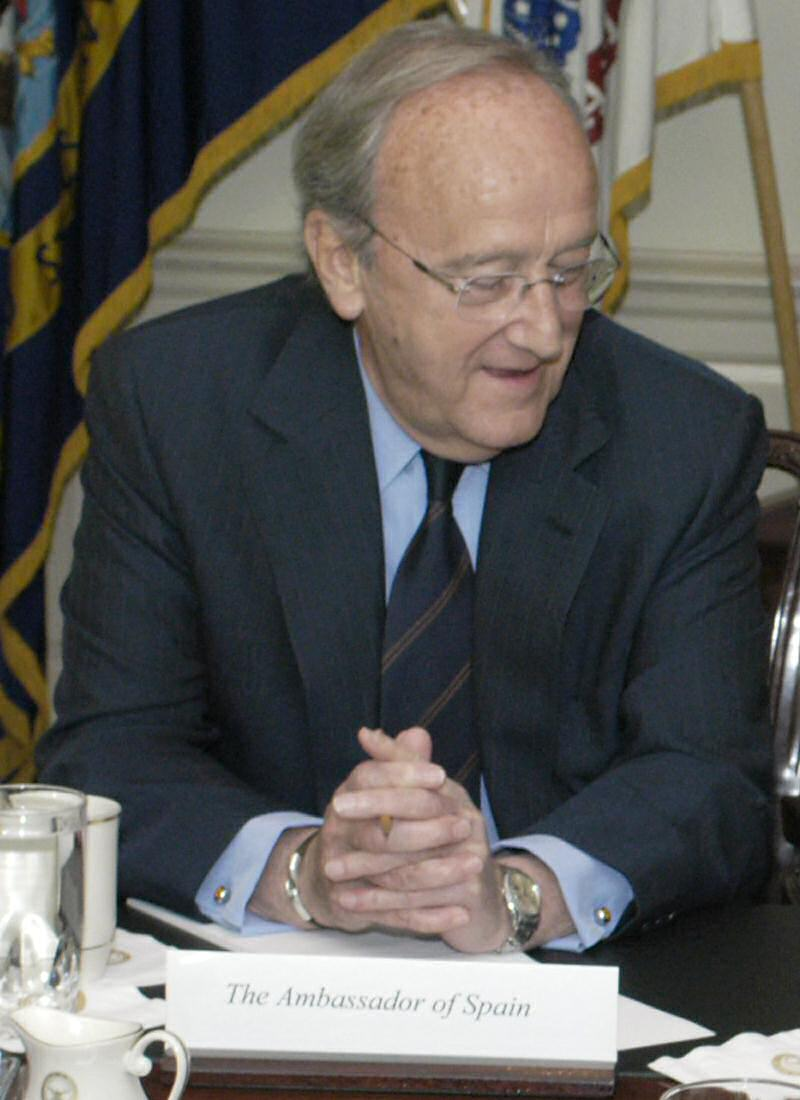
Carlos Westendorp in 2005

Carlos Westendorp Cabeza (Madrid, 7 januari 1937) is een Spaans diplomaat, jurist en politicus. Hij is vooral bekend als voormalig Spaans minister van Buitenlandse Zaken en als hoge vertegenwoordiger van de Verenigde Naties in Bosnië.
Tussen 18 december 1995 en 5 mei 1996 was hij Spaans minister van Buitenlandse Zaken. Van juni 1997 tot juli 1998 was hij hoge vertegenwoordiger voor Bosnië en Herzegovina. In die hoedanigheid had hij een grote invloed op het land Bosnië en Herzegovina. Onder meer de huidige Bosnische vlag is gebaseerd op een ontwerp van Westendorp. Verder hielp hij bij de totstandkoming van het volkslied, de munteenheid, de nummerplaten en de nationaliteitswetgeving. Ook was hij nauw betrokken bij het toenmalige privatisatieproces. Van 2004 tot 2008 bekleedde hij het ambt van Spaans ambassadeur in de Verenigde Staten.
De grootvader van zijn vaders kant was een Nederlander, vandaar de Nederlandse familienaam.
- Biblioteca Nacional de España: XX1109157
- Gemeinsame Normdatei: 171455967
- Library of Congress Control Number: n2011042383
- Nederlandse Thesaurus van Auteursnamen: 126841764
- Système universitaire de documentation: 15895937X
- Virtual International Authority File: 200112813
- WorldCat: E39PBJj8JXrQh6djqqKt3GVV4q